# Edith Garrud
Edith Margaret Garrud (14 de agosto de 1872 – 4 de dezembro de 1971) foi uma instrutora britânica de jiu-jítsu e uma das primeiras mulheres no Ocidente a se tornar professora dessa arte marcial. Ficou conhecida por seu envolvimento no movimento sufragista britânico, ensinando técnicas de autodefesa a mulheres militantes da Women's Social and Political Union (WSPU), o que a tornou uma figura simbólica da resistência feminina no início do século XX.

## Biografia
Edith Margaret Williams nasceu em Londres em 1872. Casou-se com William Garrud, com quem teve um filho e compartilhou o interesse pelas artes marciais. O casal começou a treinar com os instrutores japoneses Sadakazu Uyenishi e Yukio Tani, figuras centrais na introdução do jiu-jítsu no Reino Unido. Após a saída de Uyenishi em 1908, Edith assumiu as aulas em sua academia, tornando-se uma das primeiras mulheres a ensinar jiu-jítsu profissionalmente na Europa.
Edith logo chamou a atenção por adaptar os ensinamentos da arte marcial japonesa às necessidades específicas das mulheres. Em suas demonstrações públicas, frequentemente apresentava cenários cotidianos de assédio e violência contra mulheres, mostrando como técnicas de alavanca e imobilização poderiam ser usadas para escapar ou dominar o agressor. Sua abordagem prática e pedagógica era também uma forma de desafiar os papéis tradicionais de gênero.

## Atuação no movimento sufragista
A partir de 1909, Garrud passou a treinar mulheres da Women's Social and Political Union em técnicas de autodefesa. Ela estabeleceu uma escola exclusiva para mulheres, o "Suffragette Self-Defence Club", que operava em segredo. Lá, ensinava jiu-jítsu a ativistas que frequentemente enfrentavam repressão policial e ataques durante protestos e ações diretas.
Garrud desempenhou papel central na formação do grupo conhecido como **"Bodyguard"**, uma tropa de elite formada por militantes altamente treinadas que protegiam líderes como Emmeline Pankhurst da prisão. Em várias ocasiões, o grupo enfrentou fisicamente a polícia e, em algumas ações, usou táticas diversionistas, como a troca de roupas entre membros para confundir as autoridades.
A atuação do grupo treinado por Garrud não apenas protegeu líderes, mas também serviu como potente forma de propaganda visual para o movimento. As sufragistas que sabiam lutar e resistiam fisicamente às autoridades contrariavam estereótipos femininos vigentes e ajudaram a redefinir as noções públicas sobre coragem, corpo e poder das mulheres.

## Imagem pública e legado
A figura de Edith Garrud, embora pouco lembrada por décadas, teve considerável impacto na cultura de sua época. Charges e cartuns da imprensa da década de 1910 frequentemente a representavam como uma pequena mulher que derrubava policiais corpulentos usando "jiu-jítsu sufragista". Essa iconografia ajudou a tornar o movimento visualmente mais poderoso e desafiador.
Após o fim da campanha sufragista, Garrud retirou-se da vida pública. Sua história foi resgatada no final do século XX por historiadores do teatro e das artes marciais. Atualmente, é considerada uma pioneira tanto na introdução do jiu-jítsu para mulheres quanto no uso do corpo como forma de protesto político. Seu trabalho é celebrado por feministas, praticantes de artes marciais e pesquisadores da performance.